# Clínica Ambroise Paré
La Clínica Ambroise Paré (en francés: Clinique Ambroise Paré) es un hospital en Conakri, capital del país africano de Guinea, es considerado como el mejor hospital del país. El centro lleva el nombre de Ambroise Paré, el padre de la cirugía francesa. Es de propiedad privada, proporcionando una mejor atención que los hospitales públicos Ignace Deen y Donka, pero con un nivel inferior al ofrecido generalmente en Europa o América del Norte. El Ambroise Paré tiene una ambulancia, y está preparado para cirugías. Está situado junto a la USAID, al suroeste del Jardín Botánico de Conakri.